# Dankendorf
Dankendorf ist eine Wüstung südlich von Gerbstedt im Mansfelder Land in Sachsen-Anhalt. Von der eigentlichen Ortschaft ist heute nichts mehr zu sehen, doch aus der Luft lassen sich noch Wege erkennen.

## Geschichte
In einem zwischen 881 und 899 entstandenen Verzeichnis des Zehnten des Klosters Hersfeld wird Dankendorf als zehntpflichtiger Ort Donichendorpf im Friesenfeld erstmals urkundlich erwähnt. Die letzte Erwähnung ist in den Lehnbüchern des Magdeburger Erzbischofs um 1400 zu finden.